# Герб Дальсланда
Герб Дальсланда (швед. Dalslands vapen) — символ исторической провинции (ландскапа)
Дальсланд, Швеция. Также используется как элемент герба современного административно-территориального образования лена Вестра-Гёталанд.

## История
Герб ландскапа известен из описания похорон короля Густава Вазы 1560 года.

## Описание (блазон)
В серебряном поле червлёный бык с золотыми рогами, языком и копытами.

## Содержание
Бык олицетворял развитое в провинции животноводство.
Герб ландскапа может увенчиваться герцогской короной.

Герб ландскапа с герцогской короной